# Rubus pileatus
Rubus pileatus är en rosväxtart som beskrevs av Wilhelm Olbers Focke. Rubus pileatus ingår i släktet rubusar, och familjen rosväxter. Inga underarter finns listade i Catalogue of Life.